# Zbigniew Banasik
Zbigniew Banasik (ur. 7 czerwca 1953 w Suchedniowie, zm. 15 sierpnia 2009) – motocyklista SHL Kielce, Korony Kielce, KTM Novi Kielce i Świętokrzyskiego Klubu Motorowego.
Specjalizował się w rajdach enduro. Siedmiokrotnie wywalczył tytuł mistrza Polski (1978, 1980, 1983, 1984, 1985, 1986, 1989), wielokrotnie zajmował również drugie i trzecie miejsca. Startował także w zawodach międzynarodowych. W 1978 roku w Szwecji zdobył złoty medal w Sześciodniówce. Ponadto jeszcze kilkukrotnie stawał na podium tych zawodów.
Uczestniczył również w zawodach weteranów, odnosił w nich sukcesy zarówno w Polsce jak i na arenie międzynarodowej. Zmarł nagle 15 sierpnia 2009 roku na Słowacji, gdzie przebywał wraz z młodzieżowcami KTM Novi Kielce.